# Touring Band 2000
Touring Band 2000 è il secondo DVD ufficiale dei Pearl Jam, composto da una selezioni di canzoni suonate nei vari show nordamericani del Binaural Tour del 2000.

## Riassunto
Gli extra del DVD includono dei montaggi fatti dal tour europeo (fissati su "Yellow Ledbetter"), e uno contenente delle immagini dei Pearl Jam (fissato su "Smile"), Matt Cam, un extra contenente varie canzoni riprese dalla batteria di Matt Cameron. Vi sono inoltre tre canzoni strumentali inedite ("Thunderclap", "Foldback" e "Harmony") e i video di "Oceans" (inedito negli USA) e "Do the Evolution".

## Tracce
1. "Long Road"
  - 10/21/00, Cricket Pavilion, Phoenix, AZ
2. "Corduroy"
  - 9/4/00, Merriweather Post Pavilion, Columbia, MD
3. "Grievance"
  - 10/15/00, Cynthia Woods Mitchell Pavilion, The Woodlands, TX
4. "Animal"
  - 10/28/00, Hyundai Pavilion, Devore, CA
5. "Gods' Dice"
  - 10/31/00, Shoreline Amphitheatre, Mountain View, CA
6. "Evacuation"
  - 8/12/00, St. Pete Times Forum, Tampa, FL
7. "Given to Fly"
  - 10/11/00, Riverport Amphitheater, Maryland Heights, MO
8. "Dissident"
  - 10/8/00, Alpine Valley Music Theatre, East Troy, WI
9. "Nothing as It Seems"
  - 11/6/00, KeyArena, Seattle, WA
10. "Even Flow"
  - 9/1/00, Tweeter Center at the Waterfront, Camden, NJ
11. "Lukin"
  - 10/24/00, Greek Theatre, Los Angeles, CA
12. "Not for You"
  - 10/24/00, Greek Theatre, Los Angeles, CA
13. "Daughter"/"It's OK"
  - 8/24/00, Nikon at Jones Beach Theater, Wantagh, NY
14. "Untitled"
  - 10/22/00, MGM Grand Garden Arena, Las Vegas, NV
15. "MFC"
  - 10/22/00, MGM Grand Garden Arena, Las Vegas, NV
16. "Thin Air"
  - 10/21/00, Cricket Pavilion, Phoenix, AZ
17. "Leatherman'"
  - 11/6/00, KeyArena, Seattle, WA
18. "Better Man"
  - 11/6/00, KeyArena, Seattle, WA
19. "Nothingman"
  - 11/6/00, KeyArena, Seattle, WA
20. "Insignificance"
  - 10/31/00, Shoreline Amphitheatre, Mountain View, CA
21. "I Got Shit"
  - 10/4/00, Bell Centre, Montreal, QC
22. "Rearviewmirror"
  - 11/6/00, KeyArena, Seattle, WA
23. "Wishlist"
  - 8/15/00, Pyramid Arena, Memphis, TN
24. "Jeremy"
  - 10/25/00, IPayOne Center, San Diego, CA
25. "Do the Evolution"
  - 10/28/00, Hyundai Pavilion, Devore, CA
26. "Go"
  - 11/3/00, Idaho Center, Nampa, ID
27. "Parting Ways"
  - 10/18/00, United Spirit Arena, Lubbock, TX
28. "Rockin' in the Free World"
  - 10/20/00, Mesa Del Sol Amphitheatre, Albuquerque, NM

### Bonus
- Europe Montages
  - "The Cities" (sulle note di "Thunderclap")
  - "The Band" (sulle note di "Foldback" and "Harmony")
  - "The Fans" (sulle note di "Yellow Ledbetter", versione live del 26 giugno 2000, Alsterdorfer Sporthalle, Amburgo, Germania)
- "Smile" (audio preso dallo show dell'25 agosto 2000, al Nikon at Jones Beach Theater, Wantagh, NY, contenente il montaggio di immagini della band)
- Bonus Videos
  - "Oceans" Video (inedito negli USA)
  - "Do the Evolution" Video

### Matt Cam Songs
- "Evacuation"
  - 12/8/00, St. Pete Times Forum, Tampa, FL
- "Even Flow"
  - 9/1/00, Tweeter Center at the Waterfront, Camden, NJ
- "In My Tree"
  - 8/30/00, Tweeter Center for the Performing Arts, Mansfield, MA

## Crediti
- Mike McCready – Chitarra solista
- Matt Cameron – Batteria
- Ed Vedder – Voce, chitarra
- Stone Gossard – Chitarra ritmica
- Jeff Ament – Basso
- Registrato e missato da Brett Eliason
- Filmato da Liz Burns, Steve Gordon, Kevin Shuss
- Edito da Steve Gordon
- "Oceans": video diretto da Josh Taft
- "Do the Evolution": video animato di Todd McFarlane